# Musée Wilhelm-Hack
 (août 2017).
Le musée Wilhelm-Hack est un musée d’art moderne et contemporain à Ludwigshafen am Rhein (Port-Louis-sur-le-Rhin). Ce musée est, grâce à sa collection de chefs-d’œuvre d’artistes comme Malevitch, Mondrian, Kandinsky, Roy Lichtenstein et Andy Warhol, le musée d’art moderne et contemporain le plus important de l'état fédéré de Rhénanie-Palatinat. L’emblème du musée est sa façade en céramique, créée par l’artiste catalan Joan Miró en 1980, sur la partie sud-est du bâtiment. 

## Histoire
La ville de Ludwigshafen a commencé à acheter des tableaux, des sculptures et des gravures, principalement d'artistes du Palatinat (par exemple de Johann Georg Müller (de), Max Slevogt, Karl Dillinger (de), Otto Dill (de), etc.) dès la fin de la Première Guerre mondiale. Après des pertes considérables pendant la guerre, la ville a, dans les années 1940, continué d'agrandir sa collection. À partir de 1953, la collection s'est concentrée sur l’expressionnisme afin de « promouvoir un style artistique qui avait été moqué, qualifié d'art dégénéré et persécuté au temps de la barbarie » selon le maire de l'époque, Dr Hans Klüber. Ainsi sont arrivées à la collection des œuvres d'artistes exceptionnels comme Ernst Ludwig Kirchner, Max Pechstein, Emil Nolde et Max Beckmann.
La création du musée à proprement parler commença avec la généreuse donation du marchand Wilhelm Hack (de), qui légua sa collection d'objets d'art à la ville de Ludwigshafen en 1971. La collection, en plus de contenir le « trésor de Gondorf » : une découverte de sépultures datant du temps des « Grandes Migrations » à Gondorf ; et des œuvres d'art datant du Moyen Âge, comprenait également une collection d'œuvres du Modernisme classique, qui illustre avec une rare densité le développement de l'art abstrait : de son origine vers 1910, jusqu'aux années 1950. De Vassily Kandinsky, Kasimir Malevitch à Piet Mondrian, en passant par Jackson Pollock et Max Bill : tous les peintres majeurs de la Peinture non figurative sont représentés. La fondation Wilhelm-Hack, complétée par le patrimoine artistique de la ville, constitue depuis l’inauguration du nouveau musée en 1979, la base de la collection, qui compte près de 10 000 œuvres. En 1988 le musée Wilhelm-Hack a ajouté à sa collection d'œuvres, grâce au don de l'avocat et mécène Heinz Beck, une des plus grandes collections allemandes d'arts graphiques des années 1960 et 1970, aujourd’hui connue comme « collection Beck ». Parmi les plus de 2 500 œuvres se trouvent, à côté de classiques américains et britanniques du Pop-Art comme Andy Warhol, Roy Lichtenstein ou Richard Hamilton, des œuvres françaises du groupe les Nouveaux Réalistes, ainsi que du mouvement de l'Art conceptuel et du mouvement Fluxus.   

### Directeurs du musée
- Manfred Fath 1979–1984
- Bernhard Holeczek 1984–1994
- Richard W. Gassen 1994–2007
- Reinhard Spieler 2007–2014
- René Zechlin depuis 2014

### L’association de soutien du musée
L’association de soutien du musée Wilhelm-Hack-Museum, compte aujourd’hui près de 1 500 membres. Cette association permet l'acquisition d'œuvres d’art, prend part aux éditions du musée, aide lors des évènements et subventionne les activités pédagogiques du musée.

## Architecture
Avec l'acceptation de la donation de Wilhelm Hack, qui fut officiellement approuvée par le conseil municipal en juillet 1971, la ville prit en même temps l'engagement de créer un bâtiment adéquat, qui devrait porter le nom du donateur. Les architectes Hagstolz et Kraft, de Stuttgart, furent les gagnants du concours pour concevoir, au cœur de Ludwigshafen, le nouveau bâtiment. Leur projet fut retenu en novembre 1973, si bien que les travaux purent commencer en mai 1975.
À peine trois ans plus tard, le 28 avril 1979, le musée Wilhelm-Hack ouvrait ses portes. Ce qui fait la singularité de ce musée, c'est son architecture ouverte, qui se reflète autant à l'intérieur qu'à l'extérieur. Les architectes ont volontairement évité la création de «blocages», comme une cage d'escalier par exemple ou encore un portail lourd. Ce caractère ouvert continue à l’intérieur du bâtiment. Les expositions temporaires ont lieu dans la partie inférieure du bâtiment, qui se présente comme un grand espace divisé par des cloisons intermédiaires, ce qui permet d'avoir facilement une vue d'ensemble. 
La collection est exposée dans la grande partie supérieure qui est composée de plusieurs étages. Les galeries, passerelles, fenêtres et escaliers offrent un aperçu sur les autres parties de l’exposition et permettent des points de vue intéressants. Les bureaux administratifs et l'école de peinture du musée, où les différents cours et ateliers proposés ont lieu, se trouvent dans la partie droite du bâtiment, ainsi qu'au sous-sol. 
Grâce à l'espace de conférence intégré dans la salle d'exposition, les visiteurs peuvent profiter de lectures et concerts directement à proximité immédiate des œuvres d’art.
Le musée fut assaini pour être énergétiquement durable entre avril 2008 et février de 2009. Les travaux, qui coûtèrent 4,6 millions d’euros en tout, permirent par exemple la mise en place d'une nouvelle installation photovoltaïque, d'une toute nouvelle technique de climatisation et d'un nouveau système d’éclairage. La ville de Ludwigshafen est avec le musée Wilhelm-Hack, partenaire du programme « GreenBuilding-Programm der EU » (European Green Building Program) depuis 2009.

### Art à l’extérieur
L’emblème du musée est le mur de céramique composé de 7 200 carreaux, par l’artiste catalan Joan Miró, qui de par ses dimensions (largeur de 55 mètres et hauteur de 10 mètres) fait partie des œuvres les plus grandes du artiste catalan. 
Devant le musée Wilhelm-Hack se dresse « Endlose Treppe » (L’escalier sans fin) de l’artiste suisse Max Bill. Les 19 marches de granit, qui montent presque sur 10 mètres, font référence, selon les déclarations de l’artiste, au livre philosophique Le Principe espérance écrit par son ami Ernst Bloch, né à Ludwigshafen. 
Derrière le musée Wilhelm-Hack se trouve la sculpture en marbre Ombralatina de 10 mètres de haut, créée par l’artiste italien Marcello Morandini. La stèle se compose d’un noyau en métal, sur lequel sont fixées, alternativement, des plaques de marbre blanc venant du canton du Tessin (Suisse) et des plaques de granit noir venant du Zimbabwe.
À gauche de la façade d’entrée se déploient les « Deux lignes indéterminées » de l’artiste français Bernar Venet, de 1993. La sculpture en acier, qui est un prêt permanent de l’association du soutien du musée (Förderkreis), se compose de deux monumentales bandes d’acier qui s'assemblent en une spirale irrégulière d'environ deux mètres et demi de haut. La sculpture pèse 4 tonnes. Sa couleur provient de sa couche rouille.

## Collections

### Le Trésor de Gondorf et la collection d’art sacré depuis le Moyen Âge
La découverte de Gondorf est la trouvaille de tombeaux, datant de l’époque des Grandes migrations, contenant des objets funéraires romains et franconiens qui ont été découverts juste avant le début de la Première Guerre mondiale dans la commune de Gondorf an der Mosel, et qui sont ensuite arrivés dans la collection de Wilhelm Hack, donateur du musée. Cet ensemble n’est pas en exposition actuellement.
La collection d'objets du Moyen Âge de la fondation de Wilhelm-Hack se compose d'œuvres d'art, qui datent d'entre 1200 et 1550. Elle comprend des pièces en métal, en ivoire, des sculptures en bois et en pierre, des peintures sur panneau, des gravures, des peintures sur verre, dont des œuvres de grande qualité et ayant une grande valeur pour l'histoire de l'art.

### Collection duxxesiècle/ présent
Les principaux thèmes de la collection sont le modernisme classique, l’Art concret, le pop art et l’art contemporain. Le fonds du XXe siècle et du présent comporte des pièces de la collection Beck, de la collection de la ville de Ludwigshafen et de la collection Wilhelm-Hack. La collection comprend des œuvres prépondérantes du modernisme classique, de l’Art concret, du pop art et de l’Art contemporain, et est, toujours dans cet esprit, sans cesse agrandie. 
Avec les nouvelles présentations de la collection qui changent chaque année, et la série d’expositions « Hackstücke » (Ernst Ludwig Kirchner (2010), Otto Nemitz (de) (2011), Theo van Doesburg (2012), Stehende Muttergottes (2013)), qui analyse des œuvres ou artistes du musée dans son contexte historique, le musée Wilhelm-Hack poursuit avec constance son développement des collections.
De trois à quatre importantes expositions temporaires sont également organisées chaque année. Le musée Wilhelm-Hack collectionne aujourd’hui surtout des pièces d'art contemporain, art qui est en continuité avec le Constructivisme ou l'Art concret.

## Rudolf-Scharpf-Galerie
La Rudolf-Scharpf-Galerie est soutenue par la ville de Ludwigshafen, en tant que galerie de projets du musée Wilhelm-Hack-Museum. Cette galerie expose principalement de l'art jeune ainsi que des artistes et tendances qui ne trouvent pas leur place dans le programme du musée. La galerie se trouve dans le quartier « Hemshof », rue Hemshofstraße 54, dans la maison natale de 3 étages de l’artiste Rudolf Scharpf (de), laquelle a été donnée dans ce but par l'artiste en 1977. 

## Dis>play
De 2009 à 2013 le display a été la plateforme pour les nouveaux médias du musée Wihelm-Hack. Dans l'ancien studio, étaient diffusés à chaque fois, au rythme des grandes expositions temporaires, une vidéo ou une projection, et en partie en parallèle avec la présentation des œuvres des jeunes artistes, dans la Rudolf-Scharpf-Galerie.

## Jardin du musée Wilhelm-Hack-Museum
Depuis mars 2012, le musée Wilhelm-Hack organise le projet artistique « hack-museumsgARTen » (jardin du musée Wilhelm-Hack-Museum), sur la place Hans-Klüber. Ce projet invite tous les citoyens, toutes les familles et toutes les associations et groupes de la ville à venir jardiner ensemble. Pendant l’été ont lieu de nombreuses activités comme des concerts, des visites guidées du jardin et des ateliers (Workshops) dirigés par les jardiniers et en coopération avec le « Kultursommer » et la « KulturRhein-Neckar e.V. ». En 2012, trois artistes ont participé au projet du jardin : Rainer Ecke (de Stuttgart) avec un pot de fleurs géant auquel on peut accéder (par une échelle) ; Fritz Eicher, vivant à Berlin avec son projet d'abeilles sauvages « zeit.arbeit » (temps.travail) et Eberhard Grillparzer (de Ludwigshafen) avec sa vidéo interactive Video-Art-Action «Libellenflug» (vol de libellules).

## Médiation culturelle
Le musée Wilhelm-Hack offre un programme varié de médiation pour petits et grands, dont des visites guidées thématiques et des ateliers variés (Workshops). Les activités pédagogiques du musée sont soutenues et organisées par l’association de soutien du musée (Förderkreis). Les classes de primaire et les classes de maternelle peuvent, après un court et passionnant visionnage au musée, laisser libre cours à leur créativité, à l'atelier de peinture du musée. Pour les tout petits visiteurs sont proposés régulièrement des cours comme « Kleckstrolche », ou encore des fêtes d’anniversaire personnalisées. Pour les activités de vacances, « Ferienaktionen », qui durent une semaine, les enfants (6-12 ans) sont accompagnés et aidés par des éducateurs ou par des artistes. Ils peuvent ainsi s'immerger dans le monde des couleurs et des techniques d'artistes modernes, et expérimenter librement avec les matériaux et outils. À la fin de la semaine une petite exposition est organisée dans l’atelier de peinture, où les enfants présentent leurs œuvres d’art à leur famille.
L’évènement « Kunstgenuss am Nachmittag » et le café philosophique offrent une réflexion approfondie des œuvres d’art et une analyse de leur contenu visuel. Contrairement aux ateliers d'analyse théorique, dans les cours pratiques comme « Art After Work » ou « Do it Yourself », se déroulant à l'atelier de peinture, les idées créatives peuvent être mises en pratique. De plus, le musée offre des formations et des séances d’information pour enseignants et éducateurs.    
Pour le temps fort de chaque exposition le musée Wilhelm-Hack invite toute la famille à passer un dimanche passionnant au musée. Un programme varié les y attend, avec par exemple des visites guidées et un atelier créatif pour petits et grands.

### Atelier SprachKunst
Dans le cadre de l'atelier SprachKunst, les éducateurs du musée, conjointement avec les enseignants d’école primaire, organisent chaque semaine des visites au musée pour leurs classes, visites pendant lesquelles les enfants sont instruits sur la suggestion visuelle des œuvres, pour tester leur capacité à s'exprimer sur l'art et pour la développer individuellement.